# Kochanówka (Sarcz)
Kochanówka – część wsi Sarcz w Polsce, położona w województwie wielkopolskim, w powiecie czarnkowsko-trzcianeckim, w gminie Trzcianka.
W latach 1975–1998 Kochanówka administracyjnie należała do województwa pilskiego.
Początkowo jedynym budynkiem mieszkalnym była tu "leśniczówka Kochanówka". Atrakcyjne położenie w pobliżu jeziora Okunie doprowadziło w ostatnich latach do powstania kolejnych zabudowań.